# Gearless Motor Car Company
Gearless Motor Car Company, vorher Gearless Transmission Company, war ein US-amerikanischer Hersteller von Automobilen.

## Unternehmensgeschichte
John W. Breyfogle, L. A. Burleigh und I. K. Fairbanks gründeten 1905 die Gearless Transmission Company. Der Sitz war in Rochester im US-Bundesstaat New York. Ende 1906 begann die Produktion von Automobilen. Der Markenname lautete Gearless. Im März 1908 folgte die Umfirmierung in Gearless Motor Car Company, als William Bausch, W. H. Rogers und George F. Roth als Geldgeber auftraten. 1909 endete die Produktion, als das Unternehmen in Bankrott ging.
Es bestand keine Verbindung zur Gearless Motor Corporation, die ein paar Jahre später den gleichen Markennamen verwendete.

## Fahrzeuge
Im Angebot standen leistungsstarke Fahrzeuge, die teuer waren. Zunächst hatten sie ein Friktionsgetriebe und zwei Ketten als Kraftübertragung vom Motor zur Hinterachse.
Im Modelljahr 1907 waren es drei Modelle mit einem Vierzylindermotor. Im Model 50 leistete er 50 PS. Das Fahrgestell hatte 315 cm Radstand. Aufbau war ein Tourenwagen mit fünf Sitzen. Das Model 60 hatte einen Motor mit 60 PS, den gleichen Radstand und war als Tourenwagen mit sieben Sitzen karosseriert. Das Model 75 hatte einen 75-PS-Motor, einen längeren Radstand von 325 cm und ebenfalls eine siebensitzige Tourenwagenkarosserie.
1908 entfielen das schwächste und das stärkste Modell. Der Four mit einem 60 PS leistenden Vierzylindermotor bildete das Einstiegsmodell. Auf einem Radstand von 320 cm waren ein fünfsitziger Tourenwagen und ein Greyhound genannten Roadster erhältlich. Der Great Six war das neue Spitzenmodell. Er hatte einen Sechszylindermotor mit 75 PS Leistung. Der Radstand von 320 cm entsprach dem anderen Modell. Zur Wahl standen ein Tourenwagen mit sieben Sitzen und ebenfalls ein Greyhound Roadster.
1909 waren alle Modelle optional mit einem gewöhnlichen Getriebe erhältlich und erhielten dann den Beinamen Olympic. Der 32/35 HP war wesentlich schwächer motorisiert als alle bisherigen Modelle des Herstellers, dafür aber auch mit einem Neupreis von 1500 US-Dollar wesentlich billiger. Der Vierzylindermotor war mit 32/35 PS angegeben. Der Radstand betrug 302 cm. Aufbauten waren ein Tourenwagen mit fünf Sitzen sowie ein Roadster mit drei oder vier Sitzen. Der 50 HP hatte einen 50-PS-Vierzylindermotor und 315 cm Radstand. Er war wahlweise als siebensitziger Tourenwagen, fünfsitziger Close-Coupled Tourenwagen oder als drei- oder viersitziger Roadster erhältlich. Darüber rangierte der Six mit den gleichen Karosserien. Sein Sechszylindermotor war mit 30/60 PS angegeben. Der Radstand war allerdings auf 290 cm gekürzt worden.

## Modellübersicht
| Jahr | Modell    | Zylinder | Leistung (PS) | Radstand (cm) | Aufbau |
| ---- | --------- | -------- | ------------- | ------------- | --- |
| 1907 | Model 50  | 4        | 50            | 315           | Tourenwagen 5-sitzig |
| 1907 | Model 60  | 4        | 60            | 315           | Tourenwagen 7-sitzig |
| 1907 | Model 75  | 4        | 75            | 325           | Tourenwagen 7-sitzig |
| 1908 | Four      | 4        | 60            | 320           | Tourenwagen 5-sitzig, Greyhound Roadster |
| 1908 | Great Six | 6        | 75            | 320           | Tourenwagen 7-sitzig, Greyhound Roadster |
| 1909 | 32/35 HP  | 4        | 32/35         | 302           | Tourenwagen 5-sitzig, Roadster 3-sitzig und 4-sitzig, Olympic Tourenwagen 5-sitzig, Olympic Roadster 3-sitzig und 4-sitzig                                                                                 |
| 1909 | 50 HP     | 4        | 50            | 315           | Tourenwagen 7-sitzig, Close-Coupled Tourenwagen 5-sitzig, Roadster 3-sitzig und 4-sitzig, Olympic Tourenwagen 7-sitzig, Olympic Close-Coupled Tourenwagen 5-sitzig, Olympic Roadster 3-sitzig und 4-sitzig |
| 1909 | Six       | 6        | 30/60         | 290           | Tourenwagen 7-sitzig, Close-Coupled Tourenwagen 5-sitzig, Roadster 3-sitzig und 4-sitzig, Olympic Tourenwagen 7-sitzig, Olympic Close-Coupled Tourenwagen 5-sitzig, Olympic Roadster 3-sitzig und 4-sitzig |